# Кальва (Поморське воєводство)
Кальва (пол. Kalwa) — село в Польщі, у гміні Старий Тарґ Штумського повіту Поморського воєводства.
Населення — 223 особи (2011).
У 1975-1998 роках село належало до Ельблонзького воєводства.

## Демографія
Демографічна структура станом на 31 березня 2011 року:
|          | Загалом | Допрацездатний вік | Працездатний вік | Постпрацездатний вік |
| -------- | ------- | ------------------ | ---------------- | -------------------- |
| Чоловіки | 107     | 32                 | 71               | 4                    |
| Жінки    | 116     | 38                 | 63               | 15                   |
| Разом    | 223     | 70                 | 134              | 19                   |